# Kielmeyera coriacea
Kielmeyera coriacea là một loài thực vật có hoa trong họ Calophyllaceae. Loài này được Mart. & Zucc. mô tả khoa học đầu tiên năm 1825.

## Hình ảnh

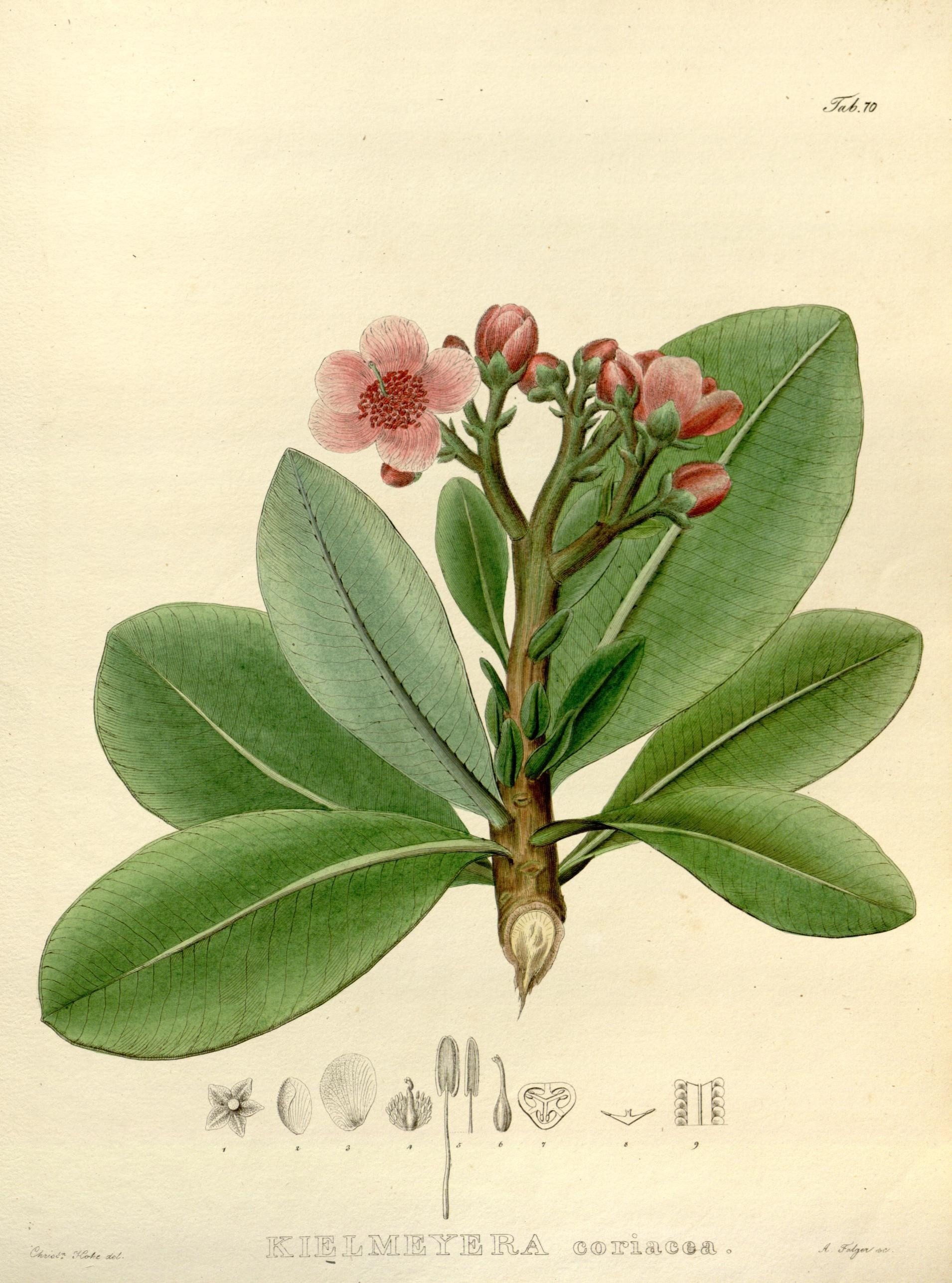
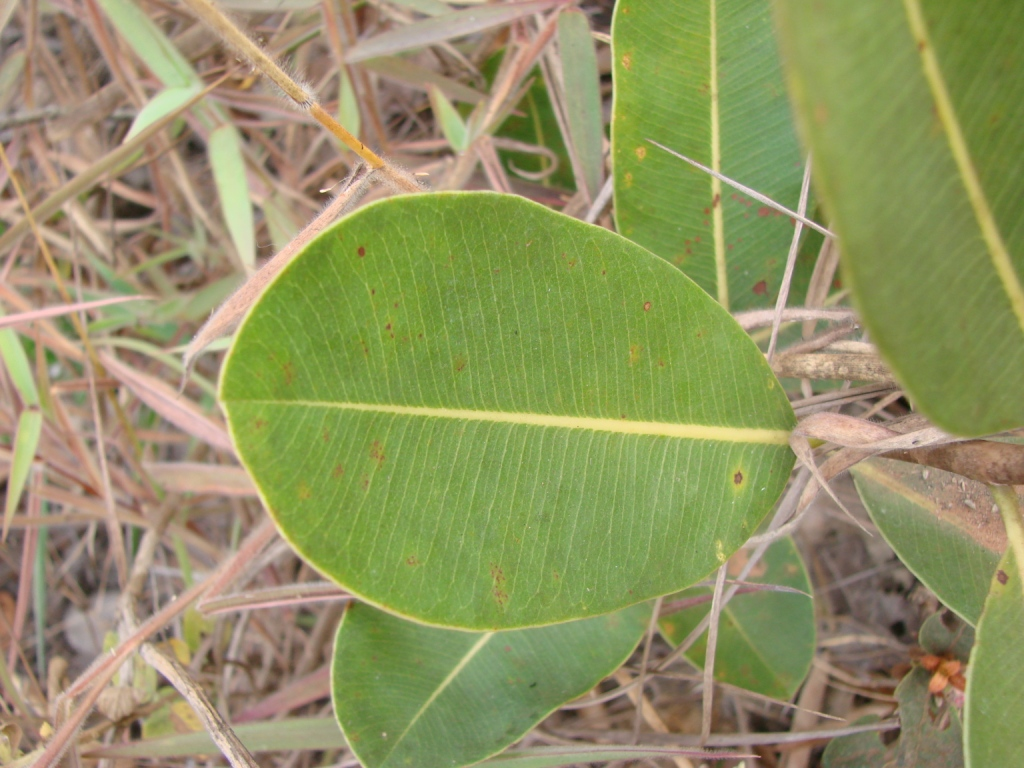